# The Brandos
The Brandos is een Amerikaanse rockband, opgericht in 1985 in New York door Dave Kincaid, Ed Rupprecht, Ernie Mendillo en Larry Mason. The Brandos boekten in 1987 commercieel succes in de Verenigde Staten met de release van hun eerste album, Honor Among Thieves en de single Gettysburg.

## Bezetting

### Huidige leden
- Dave Kincaid - gitaar & zang (1985 - heden)
- Frank Giordano - gitaar, mondharmonica & zang (1995 - 2006, 2017 - heden)
- Sal Maida - basgitaar (2017 - heden)
- Phil DiMarco - drums (2018 - heden)

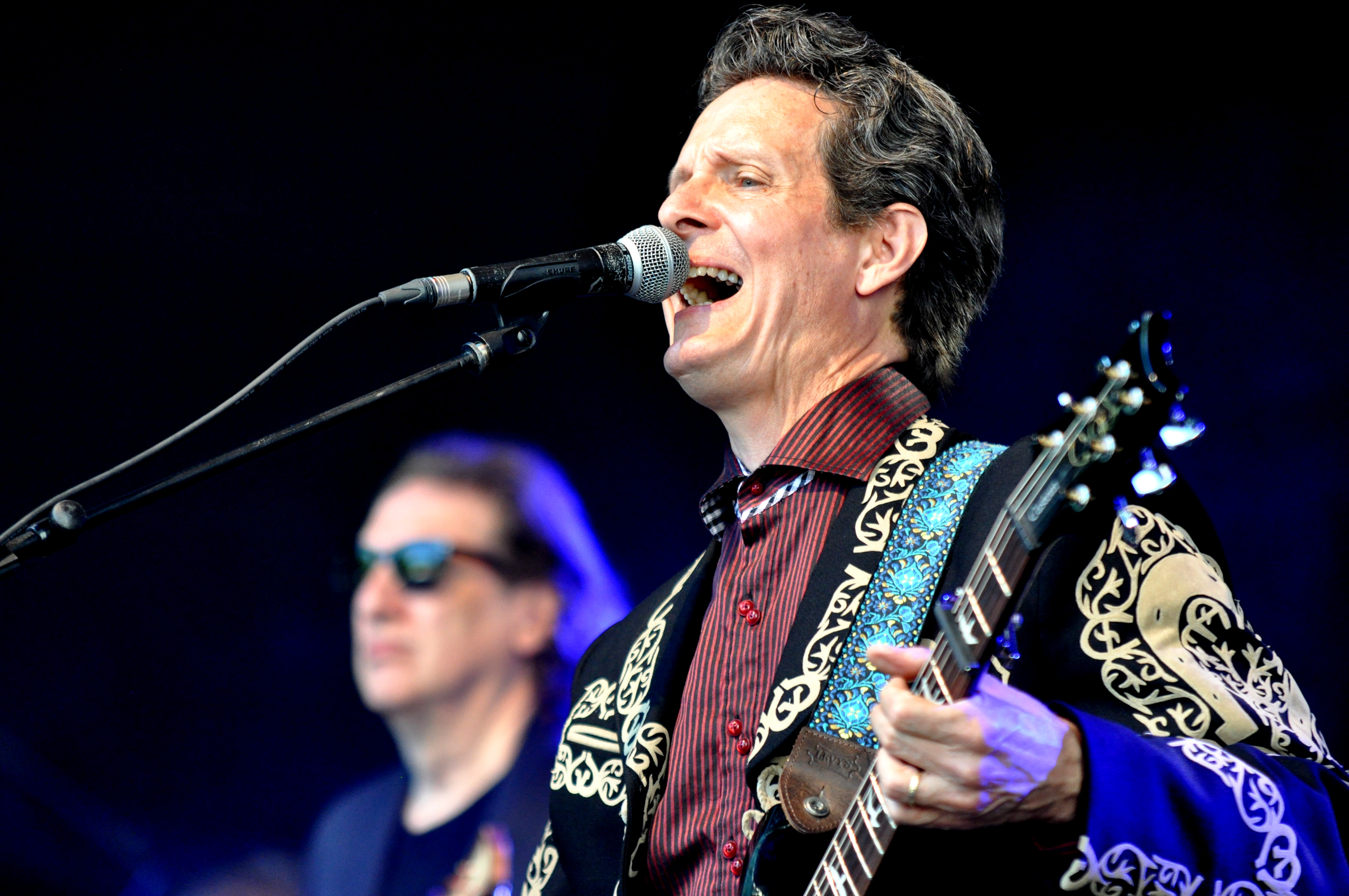
Dave Kincaid
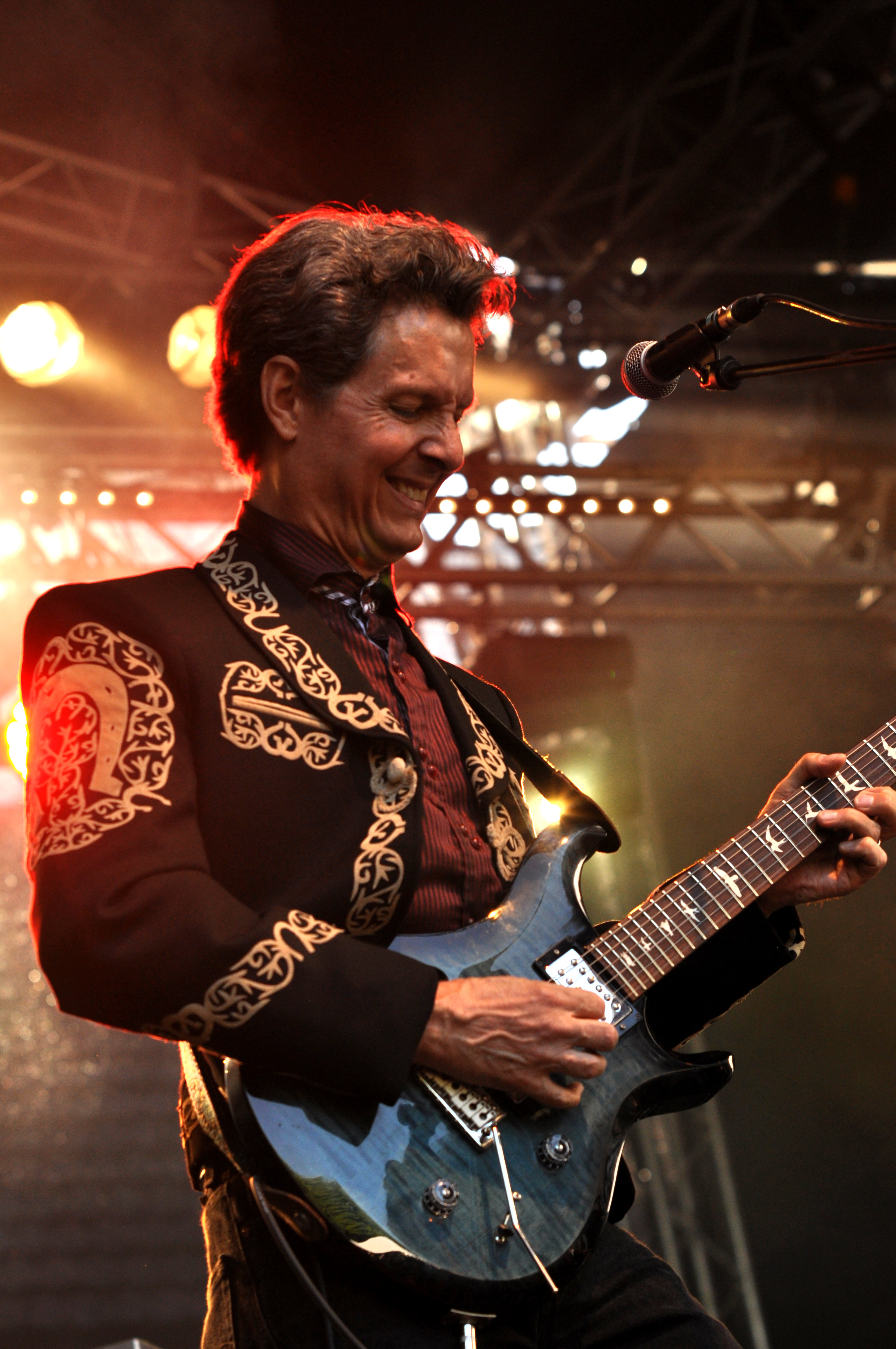
Dave Kincaid
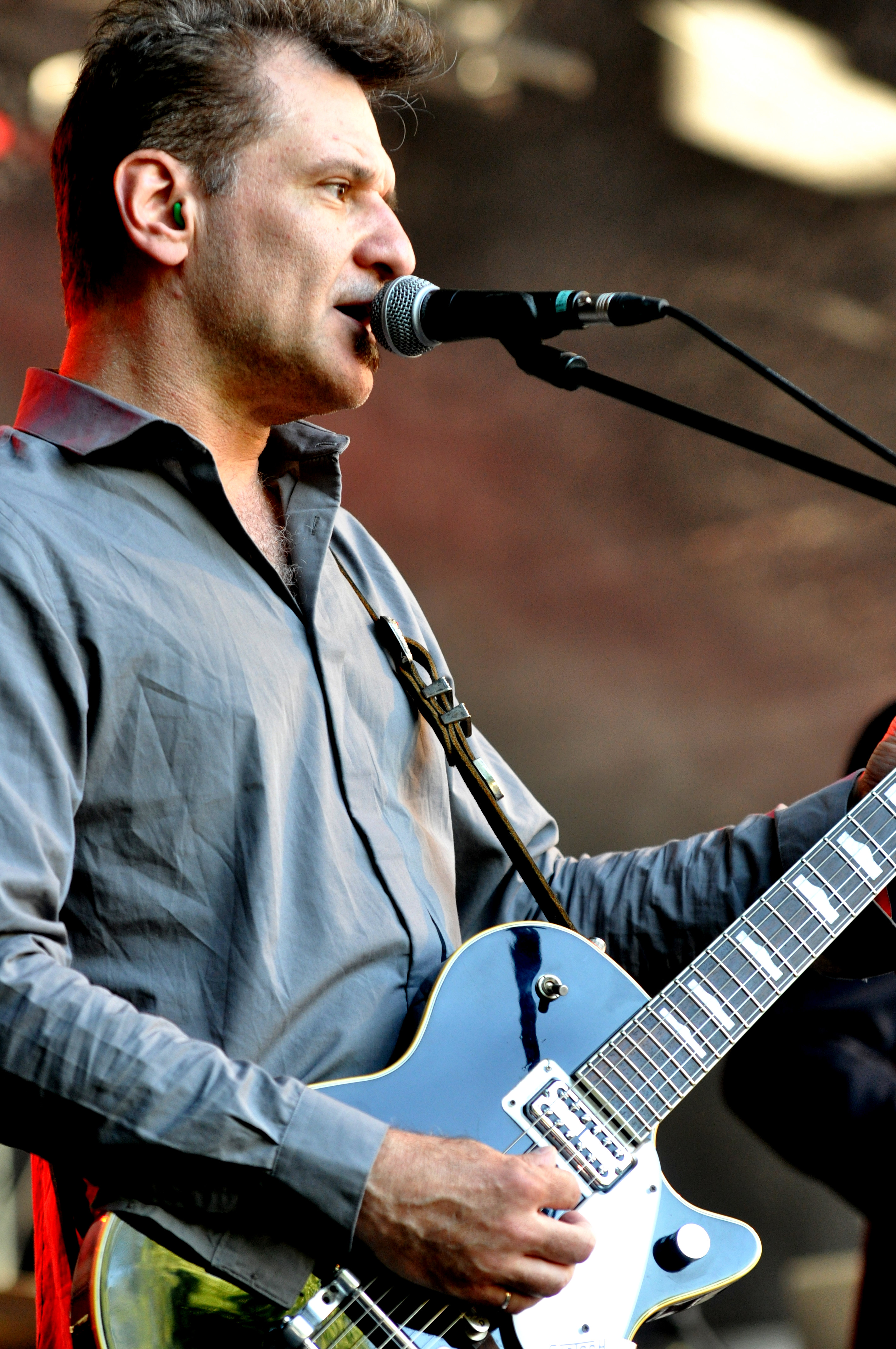
Frank Giordano
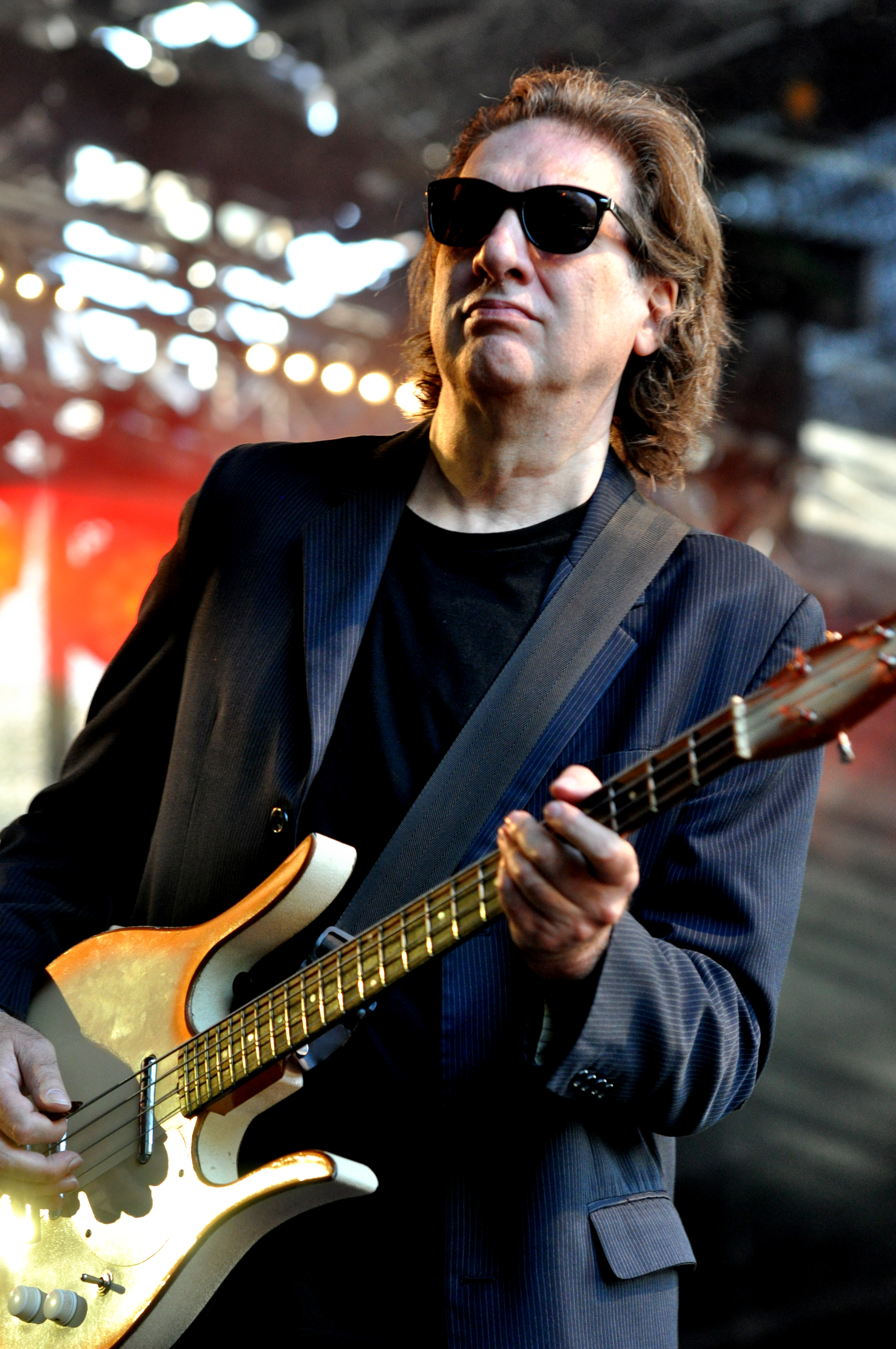
Sal Maida

### Voormalige leden
- Ed Rupprecht - gitaar & mondharmonica (1985 - 1993)
- Ernie Mendillo - basgitaar (1985 - 2015)
- Larry Mason - drums (1985 - 1994)
- Scott Kempner - gitaar (1994 - 1995)
- Frank Funaro - drums (1994 - 2006)

## Discografie

### Albums
Tussen haakjes totaal aantal weken in de lijst
| Titel                                           | Jaar       | Charts           | Charts          | Charts           | Opmerkingen                                                                         |
| Titel                                           | Jaar       | NL Album Top 100 | VL Ultratop 200 | VS Billboard 200 | Opmerkingen                                                                         |
| ----------------------------------------------- | ---------- | ---------------- | --------------- | ---------------- | ----------------------------------------------------------------------------------- |
| Honor Among Thieves                             | 1987       | -                | -               | 108 (19wk)       | -                                                                                   |
| Gunfire at Midnight                             | 1992       | -                | -               | -                | -                                                                                   |
| The Light of Day                                | 01-09-1994 | -                | -               | -                | -                                                                                   |
| In Exile - Live                                 | 1995       | -                | -               | -                | Livealbum                                                                           |
| Pass the Hat                                    | 17-06-1996 | -                | -               | -                | -                                                                                   |
| Nowhere Zone                                    | 1998       | -                | -               | -                | -                                                                                   |
| Contribution: The Best of 1985-1999             | 1999       | -                | -               | -                | Verzamelalbum                                                                       |
| Live at Loreley                                 | 1999       | -                | -               | -                | Livealbum Opname gemaakt tijdens WDR Rockpalast in Sankt Goarshausen op 9 juli 1999 |
| The Warrior's Son                               | 2002       | -                | -               | -                | -                                                                                   |
| Over the Border                                 | 01-12-2006 | -                | -               | -                | -                                                                                   |
| Town to Town, Sun to Sun                        | 2008       | -                | -               | -                | -                                                                                   |
| David Kincaid and The Brandos - Live in Europe! | 2010       | -                | -               | -                | Livealbum                                                                           |
| Los Brandos                                     | 09-06-2017 | -                | -               | -                | -                                                                                   |

### Singles
Tussen haakjes totaal aantal weken in de lijst
| Titel                         | Jaar       | Charts    | Charts            | Charts         | VS Billboard Charts | VS Billboard Charts    | Opmerkingen                                                                                            |
| Titel                         | Jaar       | NL Top 40 | NL Single Top 100 | VL Ultratop 50 | Hot 100             | Mainstream Rock Tracks | Opmerkingen                                                                                            |
| ----------------------------- | ---------- | --------- | ----------------- | -------------- | ------------------- | ---------------------- | --- |
| Gettysburg                    | 1987       | -         | -                 | -              | -                   | 34 (6wk)               | - |
| Honor Among Thieves           | 1987       | -         | -                 | -              | -                   | -                      | - |
| The Solution                  | 01-09-1992 | -         | 95 (1wk)          | -              | -                   | -                      | - |
| The Keeper                    | 1992       | -         | tip 11            | -              | -                   | -                      | - |
| Anna Lee                      | 01-04-1993 | -         | -                 | -              | -                   | -                      | - |
| The Light of Day              | 1994       | -         | -                 | -              | -                   | -                      | - |
| Not a Trace                   | 1994       | -         | -                 | -              | -                   | -                      | - |
| Love of My Life               | 1994       | -         | -                 | -              | -                   | -                      | - |
| The Light Of Day - The Single | 15-05-1995 | -         | -                 | -              | -                   | -                      | 10 track single / Ook wel The Light Of Day - Tour Edition genoemd / Werd alleen verkocht bij concerten |
| Love Man                      | 2019       | -         | -                 | -              | -                   | -                      | Cover van Otis Redding uit 1969                                                                        |
| Los Brandos - Extended Single | 2019       | -         | -                 | -              | -                   | -                      | 16 track single                                                                                        |
| Woodstock Guitar (Remix)      | 2020       | -         | -                 | -              | -                   | -                      | - |

## Links
- The Brandos - Nowhere Zone (Duitse fanpagina)